# António Ramalho Eanes
António dos Santos Ramalho Eanes (ur. 25 stycznia 1935 w Alcains w Castelo Branco) – portugalski wojskowy i polityk, generał, prezydent Portugalii w latach 1976–1986.

## Życiorys
W 1953 wstąpił do szkoły wojskowej. Przechodził kolejne szczeble kariery wojskowej, dochodząc do stopnia generalskiego. Służył w oddziałach w portugalskich koloniach w Azji i Afryce, brał udział w toczących się w koloniach działaniach wojennych. Zwolennik rewolucji goździków, w lipcu 1974 powrócił do Lizbony, działał w ruchu Movimento das Forças Armadas. Od października 1974 do marca 1975 kierował radą dyrektorów RTP, portugalskiego radia i telewizji. Uczestnik tzw. Grupo dos Nove, grupy portugalskich oficerów działających na rzecz przemian demokratycznych. W listopadzie 1975 jako pułkownik odegrał kluczową rolę w stłumieniu puczu zorganizowanego przez skrajnie lewicowe środowiska.
27 czerwca 1976 wystartował w pierwszych po przemianach politycznych powszechnych wyborach prezydenckich. Zwyciężył wówczas w pierwszej turze z wynikiem 61,6% głosów. Był wspólnym kandydatem ówcześnie najważniejszych ugrupowań politycznych: Partii Socjalistycznej i Partii Socjaldemokratycznej. Po objęciu urzędu prezydenta został przewodniczącym Rady Rewolucyjnej (był jej członkiem od listopada 1975) i szefem sztabu generalnego portugalskich sił zbrojnych. Pierwszą z tych instytucji kierował do 1982, a drugą do 1981. Jeszcze jako elekt na konferencji prasowej zapowiedział nową erę demokratyzacji, w której wszyscy obywatele mieli być równi wobec prawa, a priorytetem miała być sprawiedliwość społeczna, szczególnie w dziedzinach nauczania, zdrowia oraz świadczeń społecznych. Zapowiedział też, że chce być prezydentem wszystkich Portugalczyków, a jego celem będzie doprowadzenie do zgody narodowej. Potwierdził również swoją wcześniejszą obietnicę, że misję utworzenia nowego rządu powierzy przywódcy socjalistów Mário Soaresowi.
W wyborach z 7 grudnia 1980 z powodzeniem ubiegał się o reelekcję, wygrywając w pierwszej turze głosowania z wynikiem 54,4% głosów. Zakończył urzędowanie w marcu 1986. Od sierpnia 1986 do sierpnia 1987 przewodniczył Demokratycznej Partii Odnowy. Jako były prezydent wszedł w skład Rady Państwa, organu doradczego przy urzędującym prezydencie Portugalii.
Odznaczony licznymi orderami krajowymi i zagranicznymi, m.in. Orderem Słonia.

## Życie prywatne
W 1970 poślubił Marię Manuelę Portugal Eanes, z którą ma dwoje dzieci.